# Ernő Schubert
Ernő Schubert (Budapest, 4 luglio 1881 – Budapest, 9 febbraio 1931) è stato un lunghista e velocista ungherese.

## Biografia
Partecipò ai Giochi della II Olimpiade di Parigi del 1900 in quattro differenti gare di atletica leggera.
Nelle gare di 60 metri, 100 metri e 200 metri fu eliminato al primo turno mentre nella gara di salto in lungo giunse nono, saltando 6,050 metri.